# Hoya papuana
Hoya papuana är en oleanderväxtart som först beskrevs av Rudolf Schlechter, och fick sitt nu gällande namn av Rudolf Schlechter. Hoya papuana ingår i släktet Hoya och familjen oleanderväxter. Inga underarter finns listade i Catalogue of Life.